# Thorndike (Maine)
Thorndike ist eine Town im Waldo County des Bundesstaates Maine in den Vereinigten Staaten. Im Jahr 2020 lebten dort 774 Einwohner in 380 Haushalten auf einer Fläche von 65,71 km².

## Geographie
Nach dem United States Census Bureau hat Thorndike eine Gesamtfläche von 65,42 km², die vollständig als Landfläche gilt, ohne Gewässer.

### Geographische Lage
Thorndike liegt im Nordwesten des Waldo Countys. Es gibt keine Wasserflächen im Gebiet der Town. Der Halfmoon Stream fließt in nordwestlicher Richtung durch die Town. Die Oberfläche ist eben, ohne nennenswerte Erhebungen.

### Nachbargemeinden
Alle Entfernungen sind als Luftlinien zwischen den offiziellen Koordinaten der Orte aus der Volkszählung 2010 angegeben.
- Norden: Troy, 9,0 km
- Osten: Jackson, 8,0 km
- Südosten: Brooks, 11,1 km
- Süden: Knox, 8,6 km
- Westen: Unity, 10,3 km

### Stadtgliederung
In Thorndike gibt es mehrere Siedlungsgebiete: East Thorndike, North Thorndike, Thorndike, Thorndike Station und Walker Corner.

### Klima
Die mittlere Durchschnittstemperatur in Thorndike liegt zwischen −7,8 °C (18 °F) im Januar und 20,0 °C (68 °F) im Juli. Damit ist der Ort gegenüber dem langjährigen Mittel der USA um etwa 9 Grad kühler. Die Schneefälle zwischen Oktober und Mai liegen mit bis zu zweieinhalb Metern mehr als doppelt so hoch wie die mittlere Schneehöhe in den USA; die tägliche Sonnenscheindauer liegt am unteren Rand des Wertespektrums der USA.

## Geschichte
Das Gebiet von Thorndike gehörte zum Waldo Patent. Es wurde ab 1782 besiedelt und am 22. Juni 1804 als Town organisiert. Zuvor war das Gebiet als Lincoln Plantation organisiert. Im Jahr 1831 wurde Land an Knox abgegeben.
Thorndike liegt an der Bahnstrecke Burnham Junction–Belfast. Derzeit ist der Bahnverkehr eingestellt.

### Einwohnerentwicklung
| Volkszählungsergebnisse – Town of Thorndike, Maine | Volkszählungsergebnisse – Town of Thorndike, Maine | Volkszählungsergebnisse – Town of Thorndike, Maine | Volkszählungsergebnisse – Town of Thorndike, Maine | Volkszählungsergebnisse – Town of Thorndike, Maine | Volkszählungsergebnisse – Town of Thorndike, Maine | Volkszählungsergebnisse – Town of Thorndike, Maine | Volkszählungsergebnisse – Town of Thorndike, Maine | Volkszählungsergebnisse – Town of Thorndike, Maine | Volkszählungsergebnisse – Town of Thorndike, Maine | Volkszählungsergebnisse – Town of Thorndike, Maine |
| Jahr                                               | 1800                                               | 1810                                               | 1820                                               | 1830                                               | 1840                                               | 1850                                               | 1860                                               | 1870                                               | 1880                                               | 1890                                               |
| -------------------------------------------------- | -------------------------------------------------- | -------------------------------------------------- | -------------------------------------------------- | -------------------------------------------------- | -------------------------------------------------- | -------------------------------------------------- | -------------------------------------------------- | -------------------------------------------------- | -------------------------------------------------- | -------------------------------------------------- |
| Einwohner                                          |                                                    |                                                    | 543                                                | 652                                                | 897                                                | 1029                                               | 958                                                | 730                                                | 713                                                | 589                                                |
| Jahr                                               | 1900                                               | 1910                                               | 1920                                               | 1930                                               | 1940                                               | 1950                                               | 1960                                               | 1970                                               | 1980                                               | 1990                                               |
| Einwohner                                          | 497                                                | 525                                                | 429                                                | 454                                                | 478                                                | 534                                                | 457                                                | 439                                                | 603                                                | 702                                                |
| Jahr                                               | 2000                                               | 2010                                               | 2020                                               | 2030                                               | 2040                                               | 2050                                               | 2060                                               | 2070                                               | 2080                                               | 2090                                               |
| Einwohner                                          | 712                                                | 890                                                | 774                                                |                                                    |                                                    |                                                    |                                                    |                                                    |                                                    |                                                    |

## Kultur und Sehenswürdigkeiten

### Bauwerke
In Thorndike wurde ein Bauwerk unter Denkmalschutz gestellt und ins National Register of Historic Places aufgenommen.
- Farwell Brothers Store, 2019 unter der Register-Nr. 100004828.[9]

## Wirtschaft und Infrastruktur

### Verkehr
Die Maine State Route 139 und Maine State Route 220 verlaufen durch den Südwesten des Gebietes der Town.

### Öffentliche Einrichtungen
Es gibt keine medizinischen Einrichtungen in Thorndike. Die nächstgelegenen befinden sich in Belfast und Pittsfield.
In Thorndike gibt es keine Bücherei. Die nächstgelegene befindet sich in Unity.

### Bildung
Thorndike gehört mit Brooks, Freedom, Jackson, Knox, Liberty, Monroe, Montville, Troy, Unity und Waldo zur RSU #3.
Im Schulbezirk werden folgende Schulen angeboten:
- Monroe Elementary School in Monroe
- Morse Memorial Elementary School in Brooks
- Mount View Elementary in Thorndike
- Mount View Middle School in Thorndike
- Mount View High School in Thorndike
- Troy Elementary in Troy
- Unity School in Unity
- Walker Elementary in Liberty